# Puybarban
Puybarban (okzitanisch Pugbarban) ist eine französische Gemeinde mit 411 Einwohnern (Stand: 1. Januar 2022) im Département Gironde in der Region Nouvelle-Aquitaine. Sie gehört zum Arrondissement Langon und zum Kanton Le Réolais et Les Bastides. Die Einwohner werden Puybarbanais genannt.

## Geschichte
1837 wurden Spuren einer gallorömischen Siedlung entdeckt. 

## Geographie
Puybarban liegt etwa 59 Kilometer südöstlich von Bordeaux am Canal latéral à la Garonne. Umgeben wird Puybarban von den Nachbargemeinden Floudès im Norden, Blaignac im Osten, Aillas im Süden und Südosten, Pondaurat im Westen und Südwesten sowie Basanne im Westen und Nordwesten.
Puybarban liegt an der Via Lemovicensis, einer Variante des Jakobswegs.

## Bevölkerungsentwicklung
| 1962                      | 1968 | 1975 | 1982 | 1990 | 1999 | 2006 | 2013 |
| ------------------------- | ---- | ---- | ---- | ---- | ---- | ---- | ---- |
| 375                       | 390  | 339  | 325  | 330  | 309  | 411  | 413  |
| Quelle: cassini und INSEE |      |      |      |      |      |      |      |

## Sehenswürdigkeiten
- Kirche Saint-Michel aus dem 14. Jahrhundert (siehe auch: Liste der Monuments historiques in Puybarban)

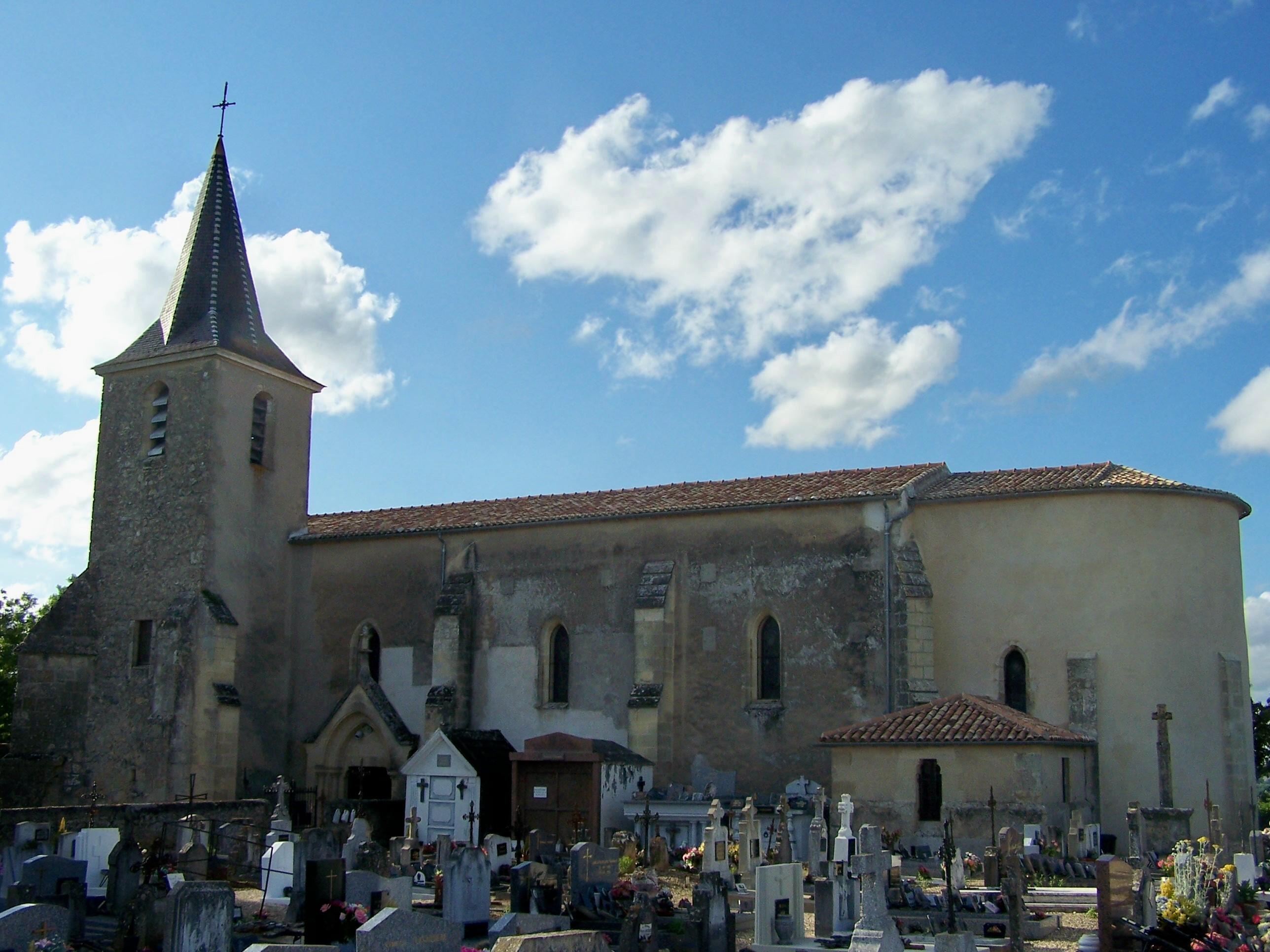
Kirche Saint-Michel

- Reste der Festung von Les Piis
- Schloss Le Barail